# Trader Mickey
Pour plus de détails, voir Fiche technique et Distribution.
Trader Mickey est un dessin animé de Mickey Mouse produit par Walt Disney pour United Artists et sorti le 20 août 1932.

## Synopsis
Mickey est parti avec Pluto faire du commerce à bord d'une barque sur une rivière africaine. Après un accostage parmi les crocodiles, Mickey et Pluto se retrouvent encerclés par les guerriers d'une tribu locale. Ce sont des cannibales et ils les emportent au bout de leurs piques. Mickey se retrouve au milieu de légumes dans une grande marmite, tandis que Pluto est ficelé comme un cochon avec une pomme dans la gueule mais sur le dos. La tribu dévalise les marchandises de Mickey, trouvant des applications inédites à de nombreux outils comme des instruments de musique. C'est en jouant avec un saxophone utilisé par le cuistot comme cuillère que Mickey parvient à sortir du feu. Mickey divertit un peu la tribu et danse avec les guerriers.

## Fiche technique
- Titre original : Trader Mickey
- Autres Titres :
  - Argentine : Mickey de comerciante 
  - Suède : Musse Pigg som Trader Horn
- Série : Mickey Mouse
- Réalisateur : David Hand
- Animateur : David Hand
- Voix : Walt Disney (Mickey)
- Producteur : Walt Disney, John Sutherland
- Distributeur : United Artists
- Date de sortie : 20 août 1932[1]
- Format d'image : Noir et Blanc
- Son : Cinephone
- Durée : 8 minutes
- Langue : (en)
- Pays :  États-Unis

## Commentaires
Ce film a rarement été rediffusé en raison du caractère satirique voire raciste, dû à l'évolution des mentalités depuis les années 1930.